# Saint-Front-la-Rivière
Saint-Front-la-Rivière is een gemeente in het Franse departement Dordogne (regio Nouvelle-Aquitaine) en telt 522 inwoners (2004). De plaats maakt deel uit van het arrondissement Nontron.

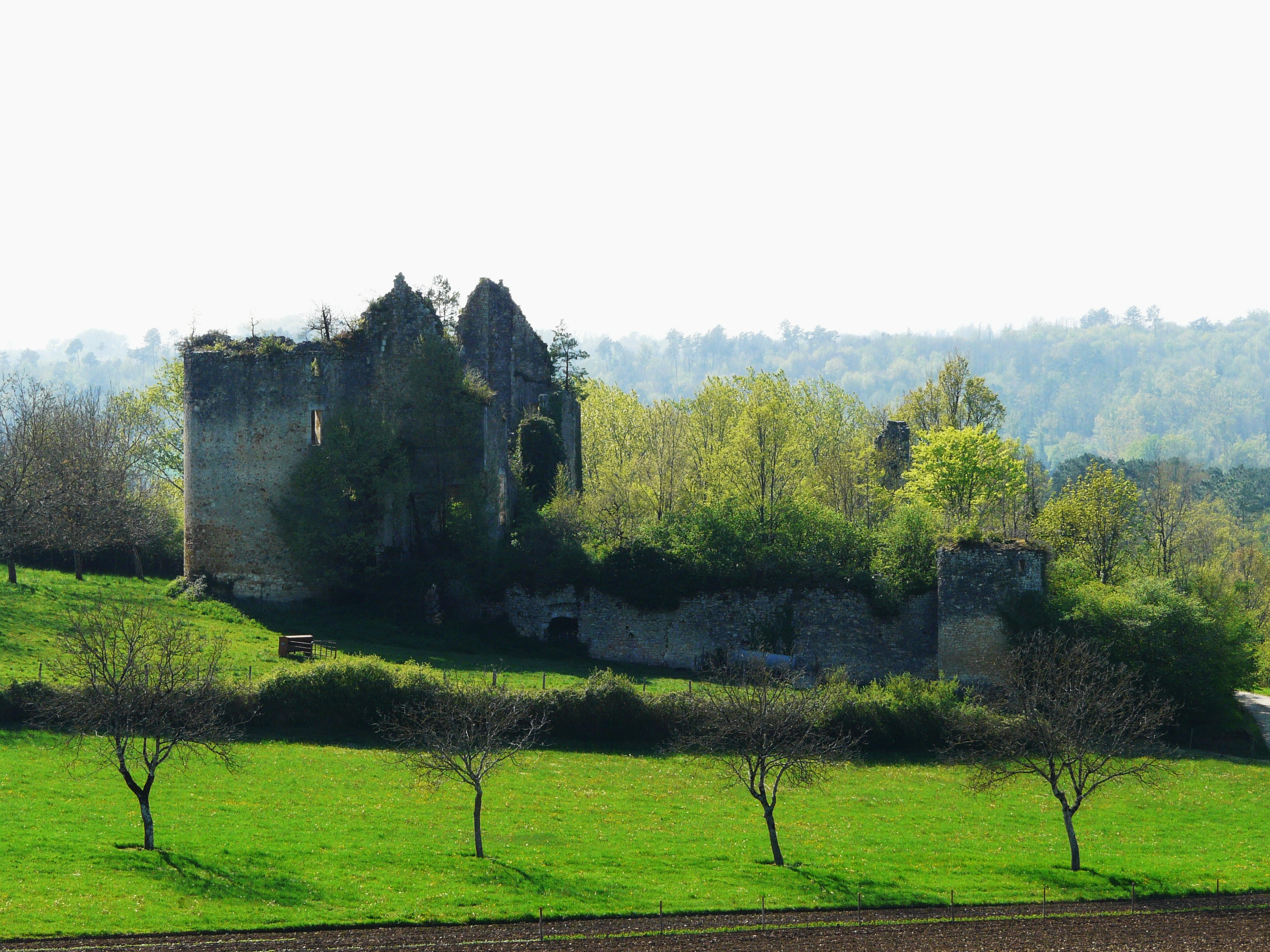
Ruïnes la Renaudie
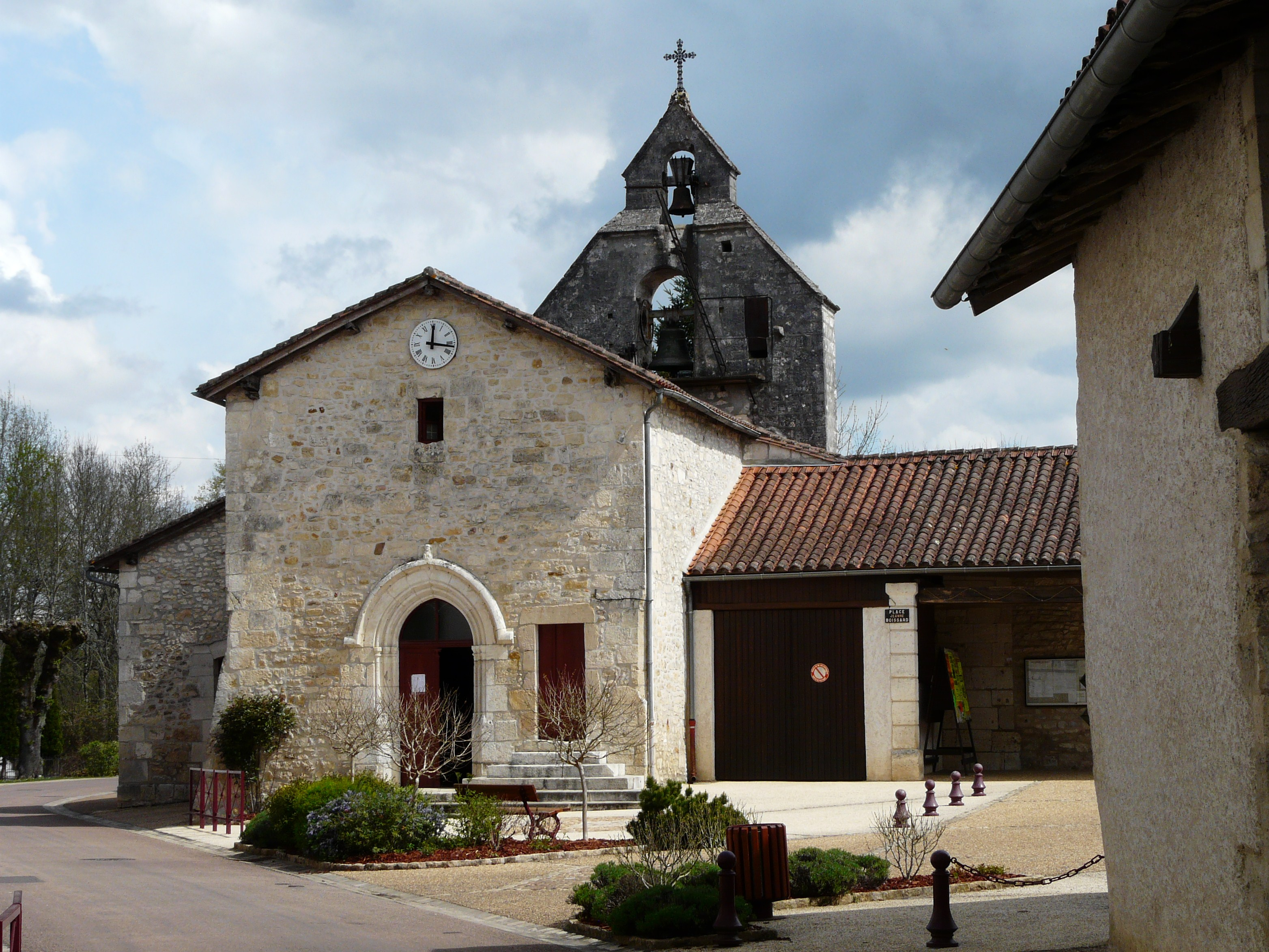
kerk van Saint-Front-la-Rivière
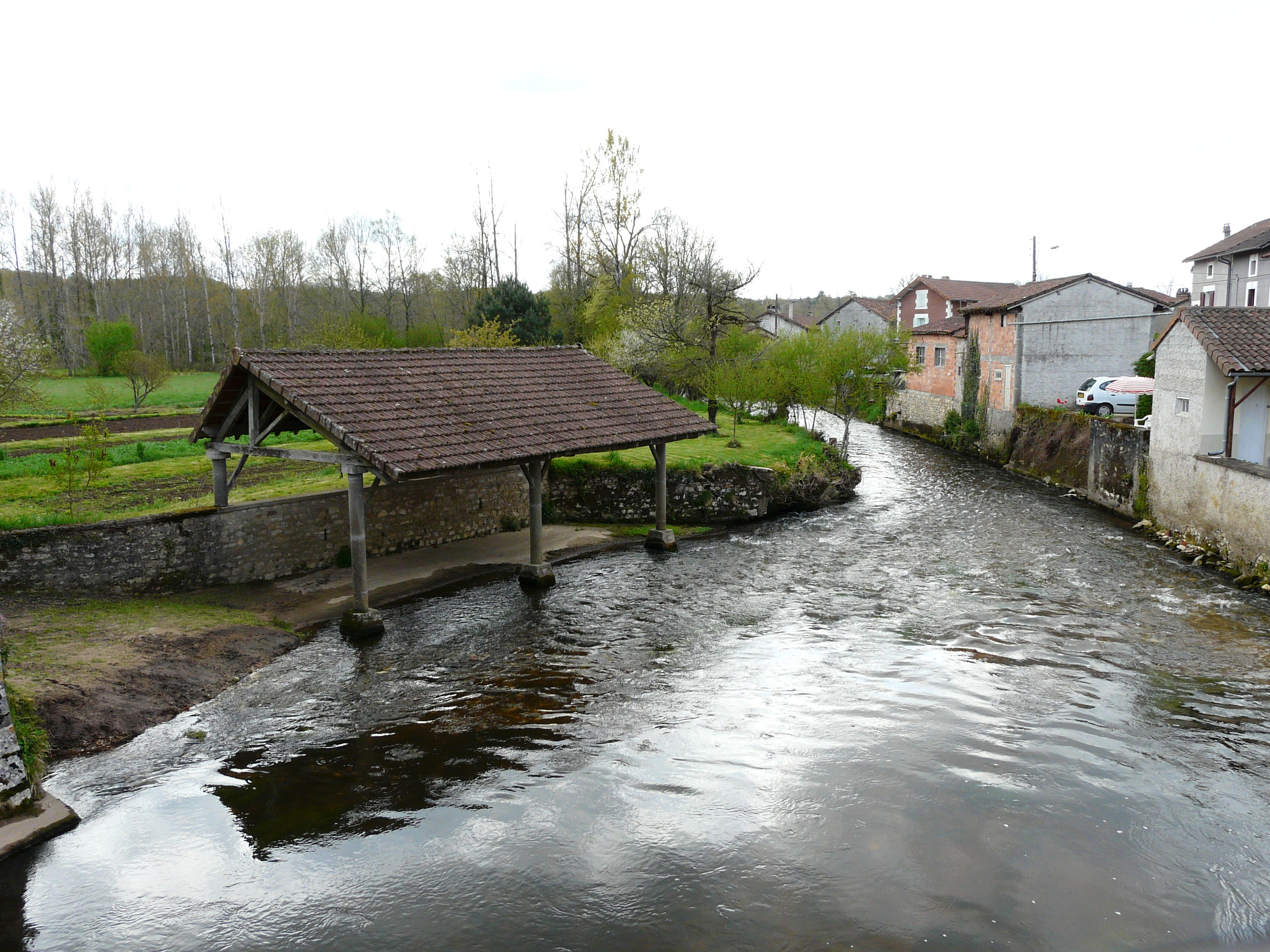
Dronne bij Saint-Front-la-Rivière

## Geografie
De oppervlakte van Saint-Front-la-Rivière bedraagt 18,0 km², de bevolkingsdichtheid is 29,0 inwoners per km².
De onderstaande kaart toont de ligging van Saint-Front-la-Rivière met de belangrijkste infrastructuur en aangrenzende gemeenten.

## Demografie
Onderstaande figuur toont het verloop van het inwonertal (bron: INSEE-tellingen).